# Portoferraio
Portoferraio est une commune italienne d'environ 12 100 habitants, située dans la province de Livourne, dans la région Toscane, dans le centre de l'Italie. C'est la principale agglomération de l'île d'Elbe.

## Géographie

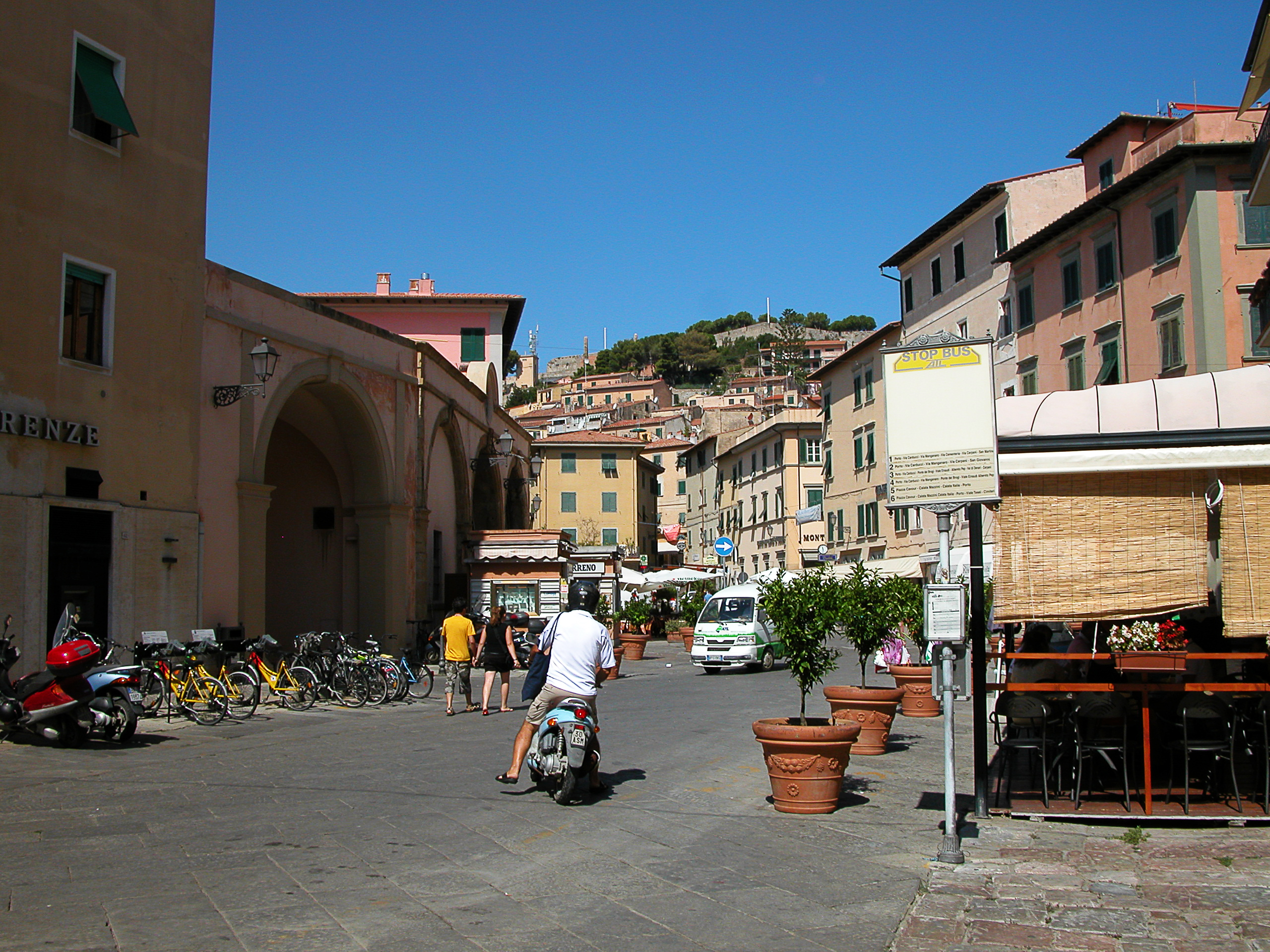
Une rue de Portoferraio.

Portoferraio se trouve sur la côte nord de l'île, sur les rives occidentales de la baie homonyme. Avec quelque 10 000 habitants sur une population insulaire d'environ 28 000 habitants, c'est la plus grande agglomération de l'île et son port le plus important.

### Toponymie
Le nom Ferraia ou Ferraria apparait en 1278, et évoque le fer qu'exploitaient les Étrusques, puis les Romains.

### Hameaux
Les frazioni qui constituent Portoferraio sont San Giovanni, Schiopparello, Magazzini, Ottone, Carpani, Bagnaia, San Martino, La Biodola, Viticcio et l'isola di Montecristo.

### Communes limitrophes
Les communes attenantes à Portoferraio sont Campo nell'Elba, Capoliveri, Marciana, Porto Azzurro et Rio.

## Histoire
Portoferraio est créée par la volonté de Cosme Ier de Toscane. La ville se nomme, d’ailleurs, « Cosmopoli » en 1548. Elle est conçue comme plate-forme militaire pour défendre les côtes du grand-duché de Toscane et l'île d'Elbe. La ville, à l’origine, n’est juste qu’un ensemble de constructions militaires (encore bien conservées aujourd’hui) comme les trois forts : Forte Stella, Forte Falcone et Forte Inglese. Une enceinte de murailles entoure toujours le centre historique de Portoferraio.
La ville reste sous le contrôle du grand-duc de Toscane jusqu’à la fin du XVIIIe siècle. L’île est, par sa position stratégique, au cœur d’une guerre entre la France, l’Autriche et l’Angleterre. En 1814, l’île est le premier lieu d’exil pour Napoléon Bonaparte qui s’installe à Portoferraio, dans la Palazzina dei Mulini, situé au nord de la vieille ville (devenue le musée et la bibliothèque Napoléon), et la Villa Napoleonica de San Martino, sa résidence d'été, qui se trouve à 3,5 km au sud-ouest du port. C’est grâce à la présence de l’Empereur, même brève (3 mai 1814 – 26 février 1815, 300 jours), que Portoferraio, comme le restant de l’île d’ailleurs, connaît un important développement. Des infrastructures sont créées et le minerai de fer du Rio Marina est mis en valeur.
À cette époque, le transport du fer de l’île vers le continent passe par le port de Portoferraio, d’où son nom actuel. La prospérité due au minerai perdure jusqu’au commencement des années 1970, début de la crise de l'industrie du fer. Rapidement les mines sont fermées (la dernière en 1981), mais Portoferraio, grâce à la beauté de ses plages, sut se recycler dans l’industrie du tourisme, qui, aujourd’hui, représente sa principale source de revenus.

## Monuments et lieux d'intérêt

### Architecture civile
- Palazzina dei Mulini
- Villa Napoleonica
- Le Museo Civico Archeologico.
- Phare de Portoferraio
- Phare de Scoglietto di Portoferraio
- Phare de Scoglio d'Africa
- Port de Portoferraio

### Architecture militaire
- Fort Stella (XVIe siècle)
- Fort Falcone (XVIe siècle)
- Tour Gallo (XVIe siècle)
- Tour de la Linguella (XVIe siècle)
- Forteresse de Volterraio (XIe siècle)
- Forteresse de Montecristo (XVe siècle)

### Site archéologique
- Site archéologique étrusque de Castiglione di San Martino
- Site archéologique étrusque de Monte Puccio
- Nécropole de la Maison ducale
- Villa romaine des Grottes
- Villa romaine de la Linguella
- Villa romaine de Capo Castello
- Village médiéval de Latrano
- Village médiéval de Montemarciale
- Habitat médiéval de Quire

### Aire naturelle
- Parc national de l'archipel toscan

## Administration
| Période                                  | Période  | Identité       | Étiquette    | Qualité |
| ---------------------------------------- | -------- | -------------- | ------------ | ------- |
| 1999                                     | 2004     | Giovanni Ageno | Centre droit | Maire   |
| 2004                                     | 2009     | Roberto Perla  | Lista Civica | Maire   |
| 2009                                     | 2014     | Roberto Perla  | Lista Civica | Maire   |
| 2014                                     | en cours | Mario Ferrari  | Centre droit | Maire   |
| Les données manquantes sont à compléter. |          |                |              |         |

## Culture et patrimoine

### Monuments

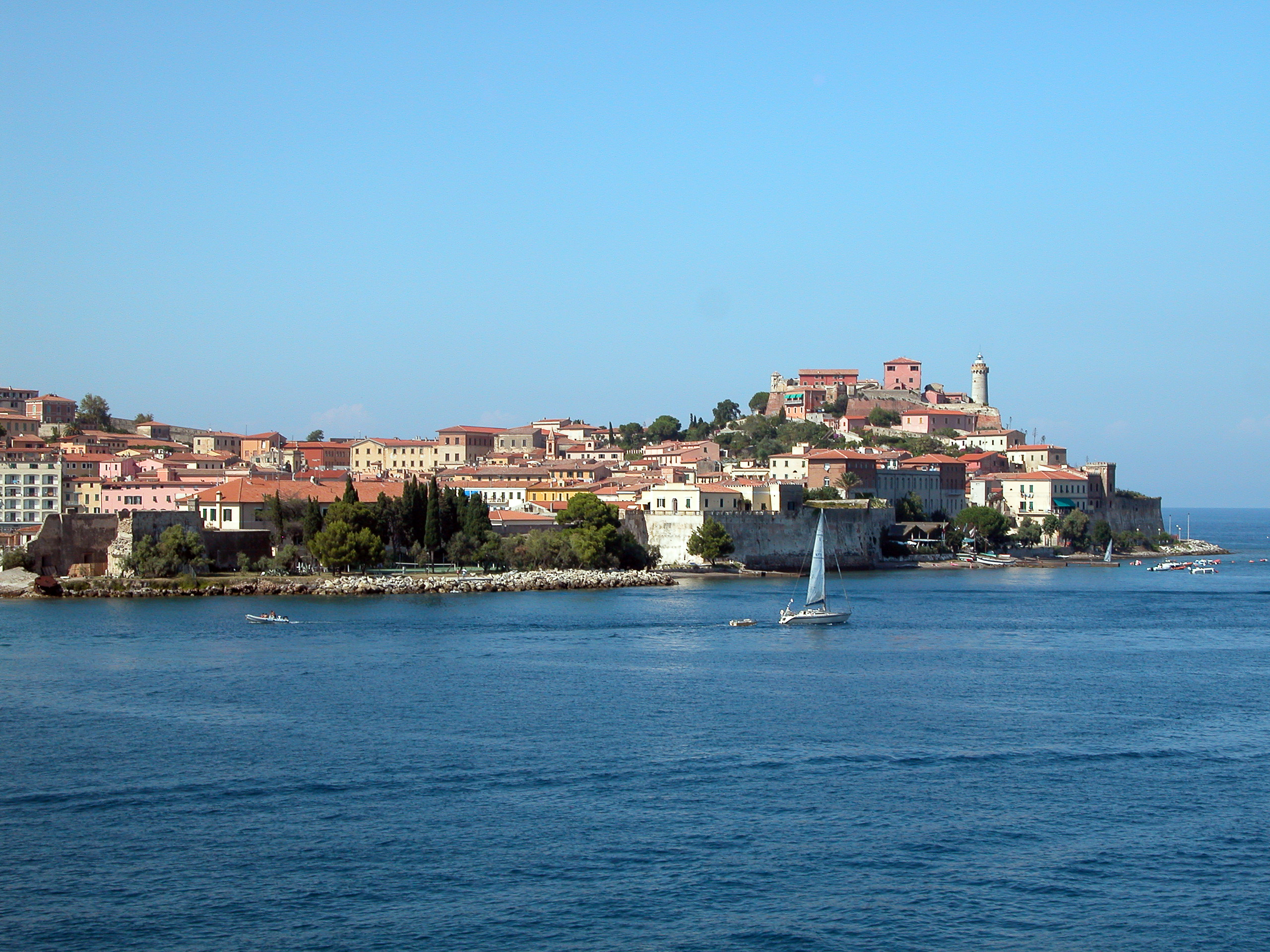
Arrivée à Portoferraio.
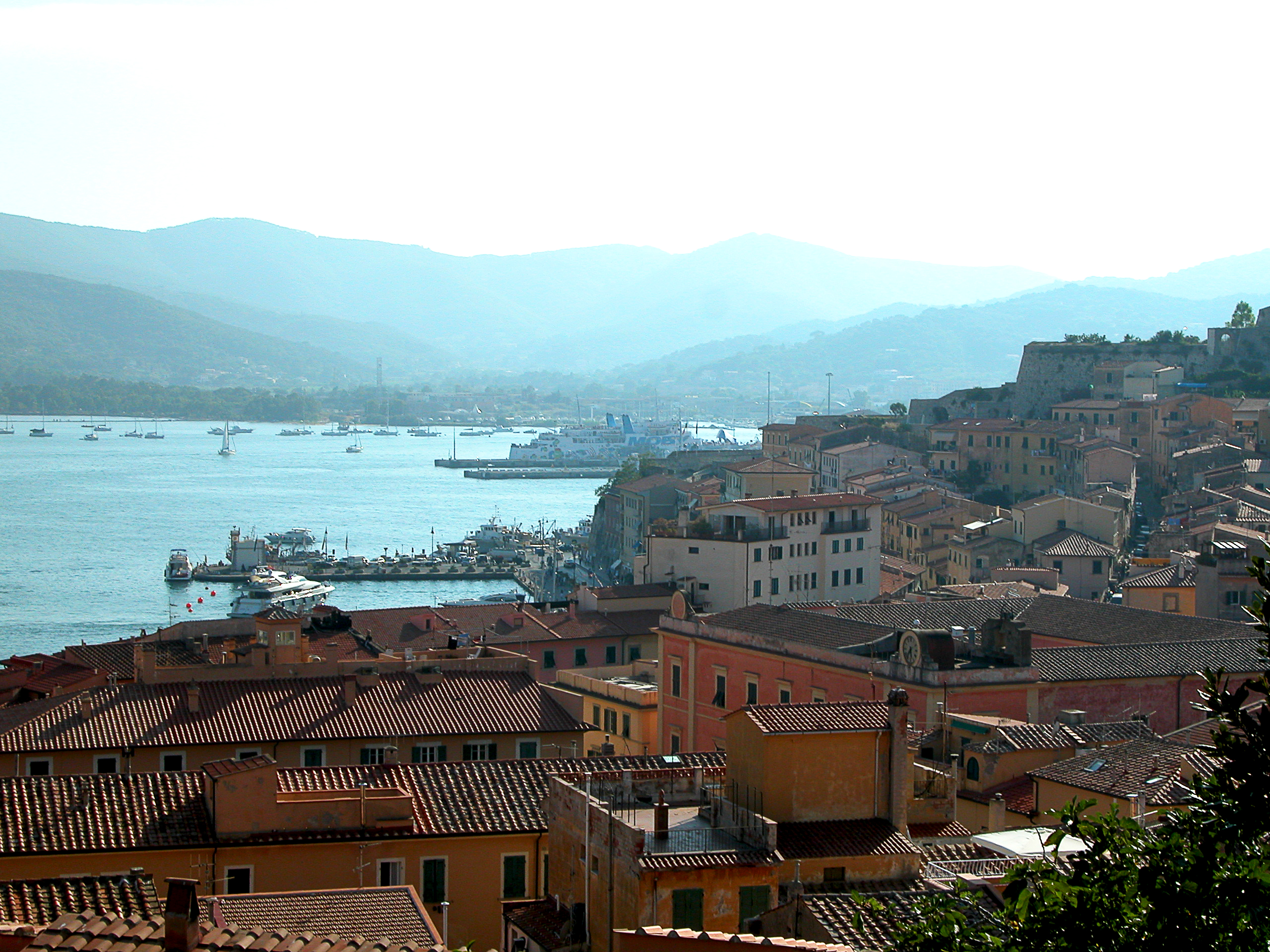
Vue générale de Portoferraio.
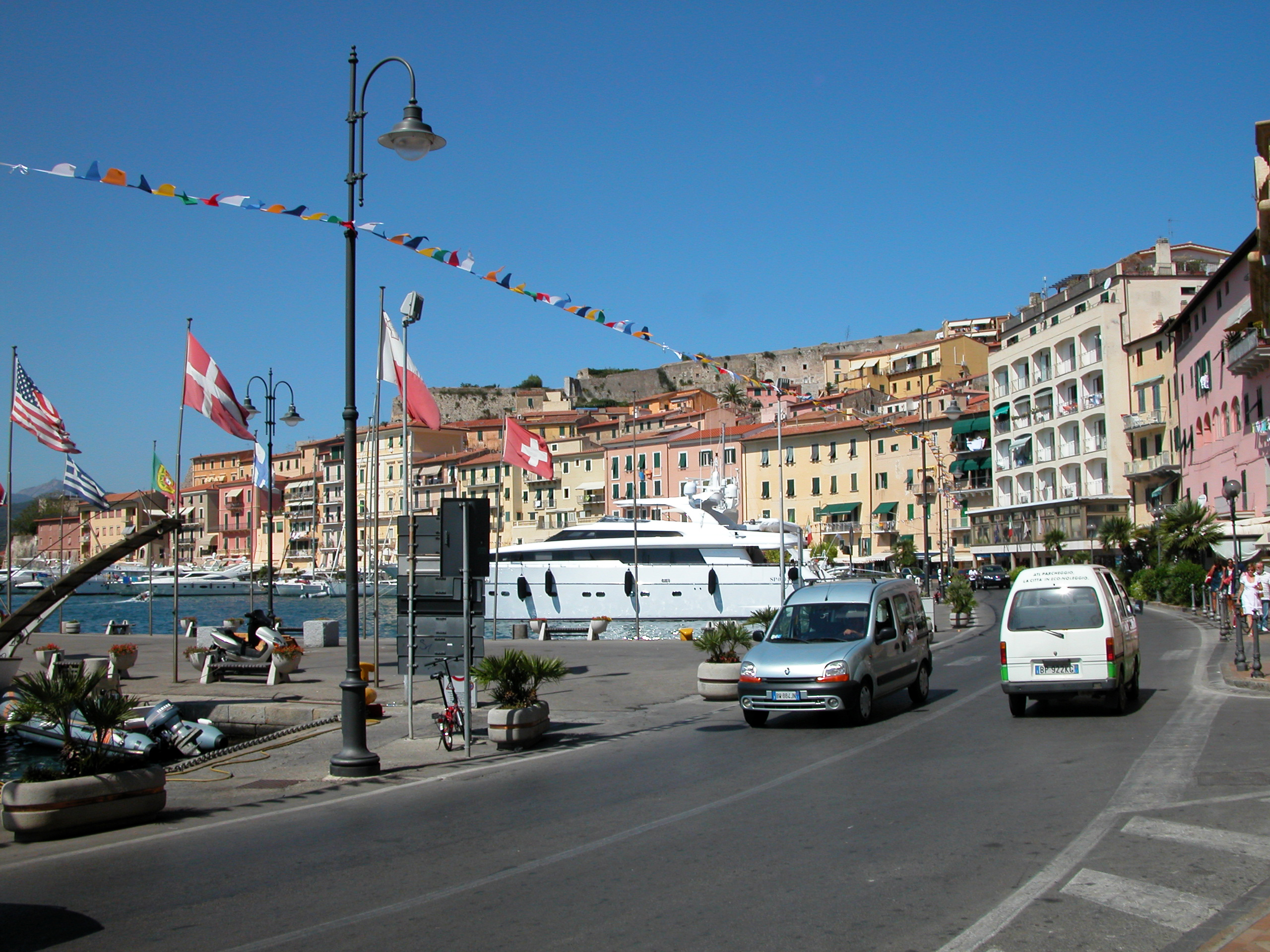
Front de mer à Portoferraio.
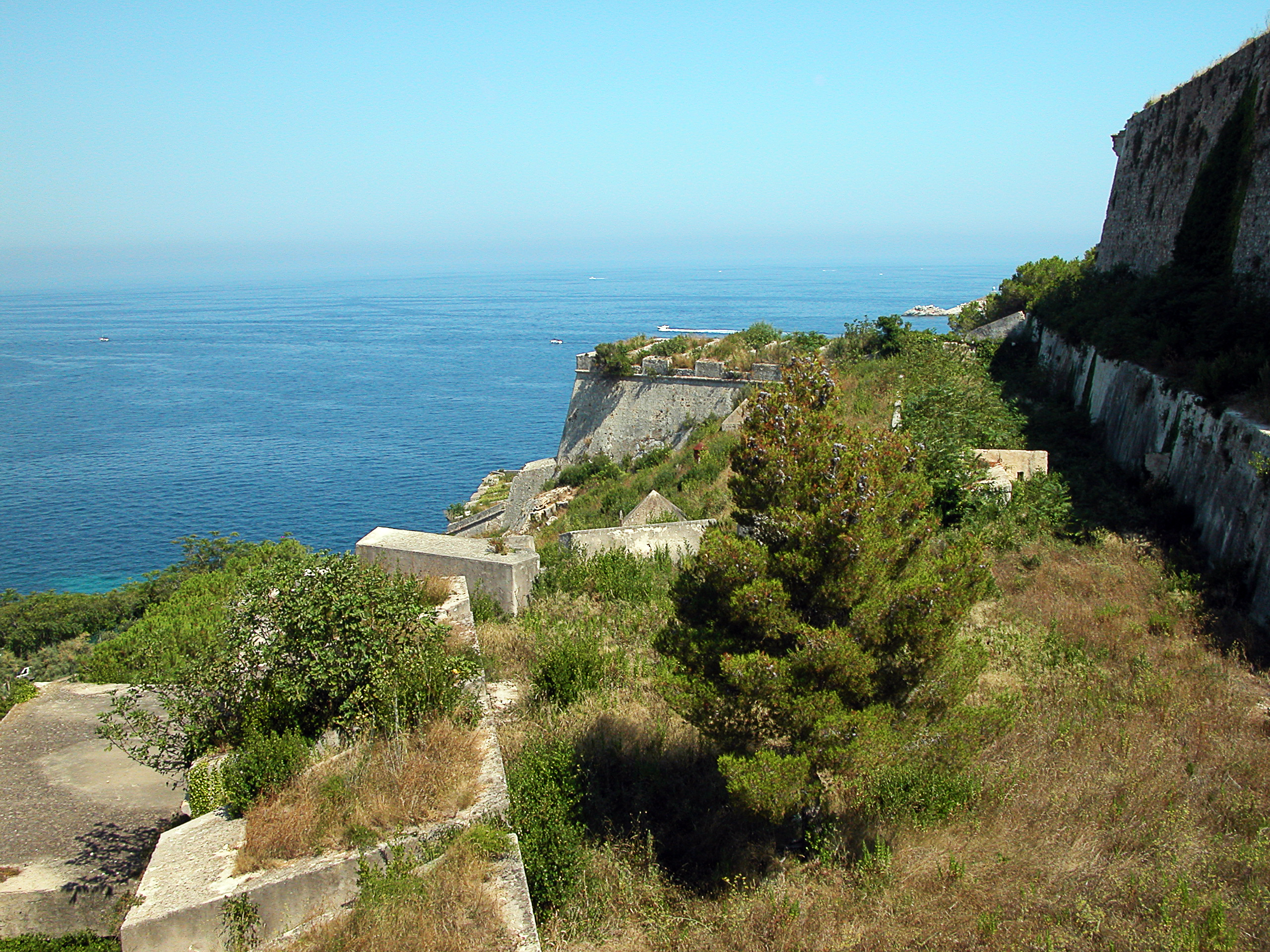
Vue depuis la forteresse Médicis.

### Communauté juive de la ville
Les premiers Juifs s'établirent à Portoferraio au début du XVIIe siècle, à la suite de l'édit de Cosme Ier qui en 1556 accorda des privilèges particuliers à tous ceux qui viendraient habiter à Cosmopoli, et à la suite des lettres patentes appelées encore la Livornina  par laquelle Ferdinand Ier de Médicis en 1593 concéda des privilèges supplémentaires aux marchands étrangers, juifs en particulier, qui voudraient s'établir dans les nouveaux ports libres de l'île d'Elbe et de Livourne.
La première synagogue fut construite entre 1631 et 1632 et le nombre initial de Juifs était à peine supérieur à 10 familles. Au début du XVIIIe siècle, la communauté juive dépassa les 50 personnes

En 1702 les Juifs de Portoferraio furent confinés, sur la recommandation du grand-duc, à la fin de la rue appelée aujourd'hui Elbano Gasperi qui jusqu'au début du XXe siècle était appelée Rue des Juifs, constituant un petit ghetto duquel les Juifs ne pouvaient sortir après 1 heure du matin. Environ à  cette date, il fut interdit à Abraham Pardo, fils d'Isaac, de construire une nouvelle synagogue près de l'église, l'obligeant à en construire une dans un jardin derrière sa maison, sous le Fort Stella. Dans la synagogue se célébraient tous les rituels et y venaient les Juifs de Piombino, de la Maremme et du reste de l'île d'Elbe. Les autorités ecclésiastiques cherchaient à isoler la communauté juive en empêchant les chrétiens d'avoir des rapports avec eux. Des restrictions particulières concernaient les mères et les nourrices qui devaient obtenir l'autorisation du Vicaire Foraneo ainsi que tous les autres travailleurs.
En ce qui concerne les enterrements, il fut autorisé en 1765 d'entourer d'un mur le champ destiné au cimetière situé au-delà de la rivière du Ponticello derrière la plage des Graviers, où se trouve l'actuel Hôtel Villa Ombrosa. Le mur de ceinture avec sa porte centrale murée est encore visible. Jusqu'en 1945 il y avait sur cette porte l'inscription Cimetière israélite. En 1964 les tombes existant encore dans le cimetière, environ quarante, portant des inscriptions en hébreu et en castillan et datant de 1646 jusqu'à la fin du XIXe siècle, furent transférées dans le nouveau cimetière juif de Livourne et le sol déconsacré fut vendu à un voisin par la Communauté juive de Livourne.
Il est actuellement utilisé comme jardin devant la villa.

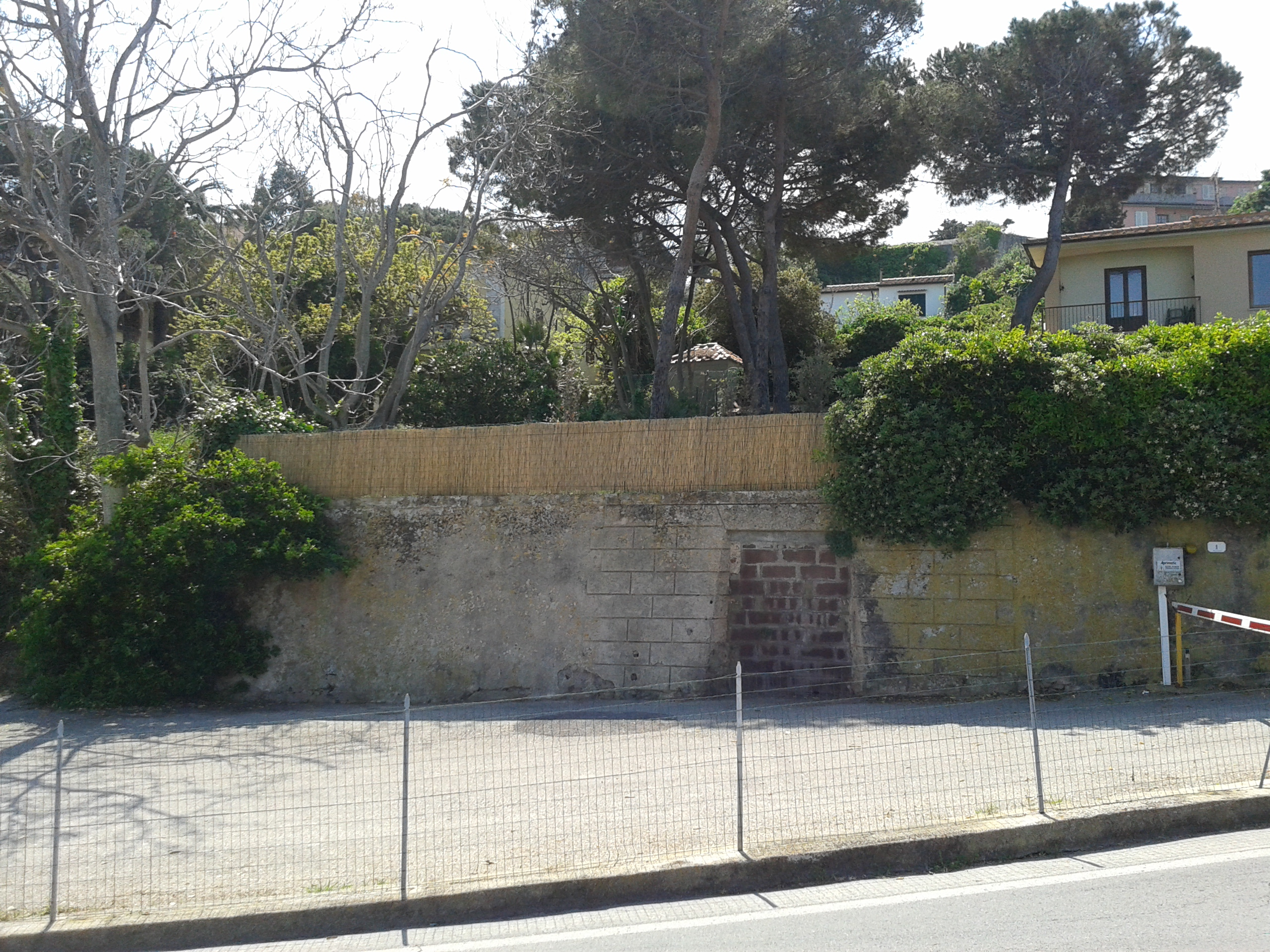
Mur d'enceinte et entrée murée du cimetière juif en via de Gasperi 1

En 1826, le gouverneur, sur la demande d'une dizaine de chefs de familles juives, prépara un projet de règlement de la communauté  qui fut approuvé par le grand-duc Léopold II de Toscane avec la nomination de 2 massari qui représentaient celle-ci. À partir de la seconde moitié du XVIIIe siècle, la communauté juive s'est réduite du fait de la détérioration des conditions économiques dans l'île d'Elbe, due à  la démobilisation des garnisons militaires après la paix avec l'Empereur ottoman et à la suppression de la compagnie urbaine forte de 180 hommes.
Au début des années 1900, de nouvelles familles juives arrivèrent sur l'île à la suite de la construction d'une usine sidérurgique. Toutefois, avec les lois raciales et les persécutions, ceux-ci ont quitté l'île. Comme l'écrivit Alfonso Préziosi dans le livre pré-cité, « en général les Juifs trouvèrent sur l'île d'Elbe une oasis de paix grâce à la protection des privilèges accordés par les Médicis et les Lorraine, développant leurs activités avec les ports de l'Orient ».